# Barbora Půtová
Barbora Půtová (* 14. listopadu 1985 Praha) je česká historička umění a antropoložka působící na Filozofické fakultě Univerzity Karlovy
v Praze. Zabývá se dějinami kultury a umění s důrazem na studium západoevropského symbolismu a dekadence a výzkumy mladopaleolitického umění. Provádí komparativní terénní paleoantropologické výzkumy na území Portugalska a Francie.

## Profesní kariéra
Velké doktoráty (Ph.D.) získala na Filozofické fakultě Univerzity Karlovy v oborech teorie kultury (2012), dějiny výtvarného umění (2014) a pravěká a středověká archeologie (2020). V roce 2022 na FF UK zahájila habilitační řízení v oboru Etnologie a kulturní antropologie.
Ve spolupráci se zahraničními prehistoriky, paleoantropology a archeology analyzuje fenomén geneze umění, kreativity a lidské imaginace. Její práce věnované umění dekadence a symbolismu se zaměřují na interdisciplinární interpretaci vztahů mezi krásnou literaturou a výtvarným uměním. Zpracovala první českou uměleckou monografii věnovanou Félicienu Ropsovi, představiteli umělecké dekadence a symbolismu 2. poloviny 19. století, s názvem Félicien Rops enfant terrible dekadence. Vzájemně se prolínající světy literárních děl a uměleckých artefaktů analyzuje také v kontextu vývojových proměn moderní a postmoderní kultury. Svými výzkumy, pedagogickou a publikační činností přispěla k etablování antropologie umění a vizuální antropologie.
Absolvovala zahraniční stáže na evropských univerzitách a muzeích (Universität Innsbruck, Universität zu Köln, Eberhard Karls Universität Tübingen, Weltkulturen Museum – Frankfurt am Main nebo Weltmuseum Wien), které využila ke zpracování odborné monografie věnované kultuře a umění afrického království Benin. Je autorkou nebo spoluautorkou řady vědeckých monografií a odborných studií publikovaných v českých i zahraničních časopisech. Jako zakladatelka a kurátorka Galerie pod schody FF UK a Spolku Královské cesty usiluje jak o ochranu kulturního dědictví, tak o prezentaci současného výtvarného umění.
V roce 2021 se v České televizi stala moderátorkou publistického cyklu Historie.cs..